# 3-Methyl-2-butanol
3-Methyl-2-butanol (auch sec-Isoamylalkohol genannt) ist eine organische chemische Verbindung aus der Gruppe der Alkohole. Es ist eines der acht Strukturisomeren der Pentanole. Es kommt in zwei stereoisomeren Formen vor, handelsüblich ist deren 1:1-Gemisch (= Racemat). Der Aromastoff hat einen fruchtig-frischen Geruch.

## Vorkommen
Natürlich kommt 3-Methyl-2-butanol in Äpfeln, Weintrauben, Pflaumen, Bohnen, Holunder und Erdbeeren und daraus hergestellten Säften und alkoholischen Getränken, wie Cidre und Wein, sowie in Stachelannonen, Honig, Greyerzer, Kakao und Sojabohnen vor.

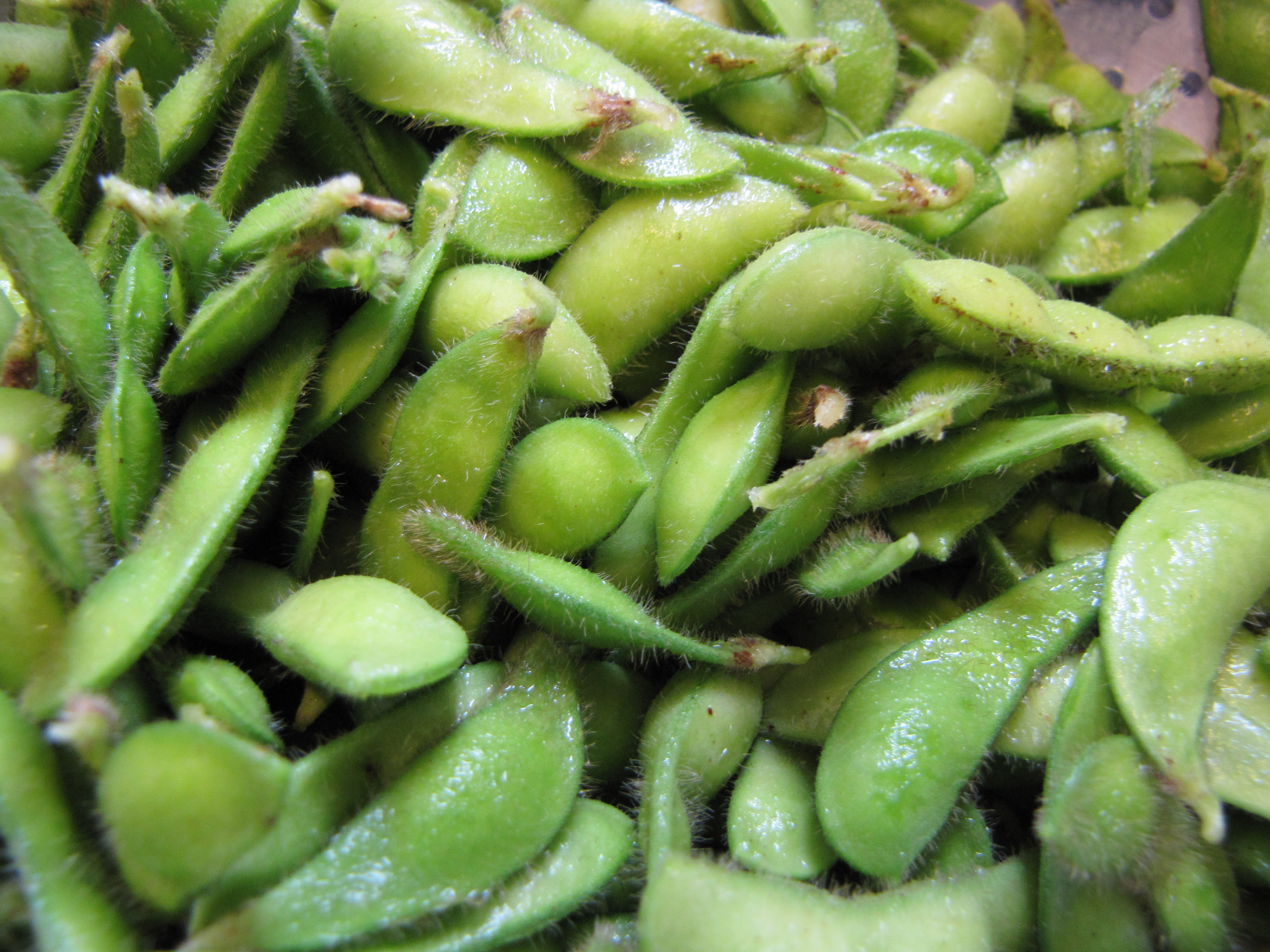
Sojabohnen
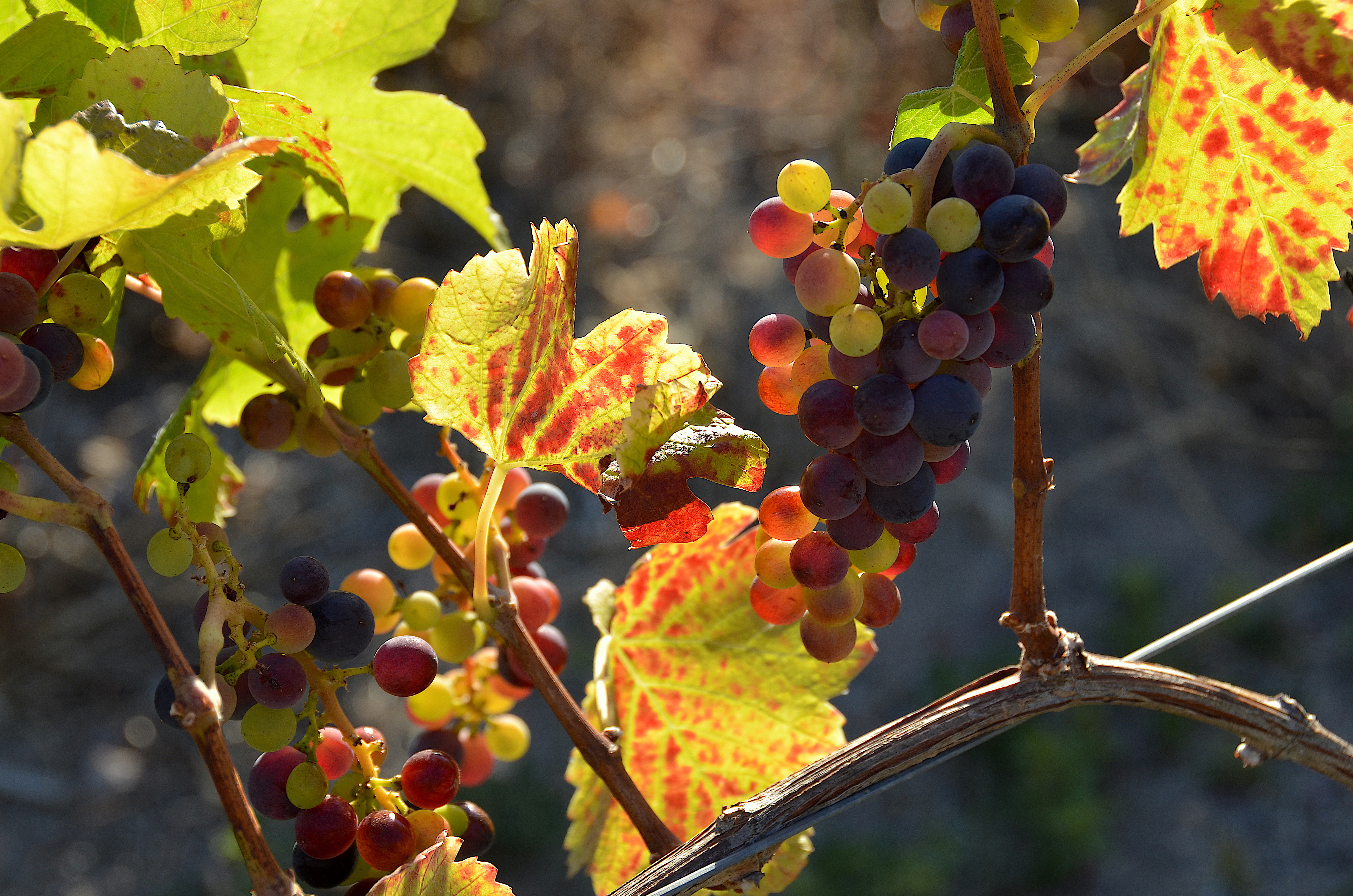
Wein
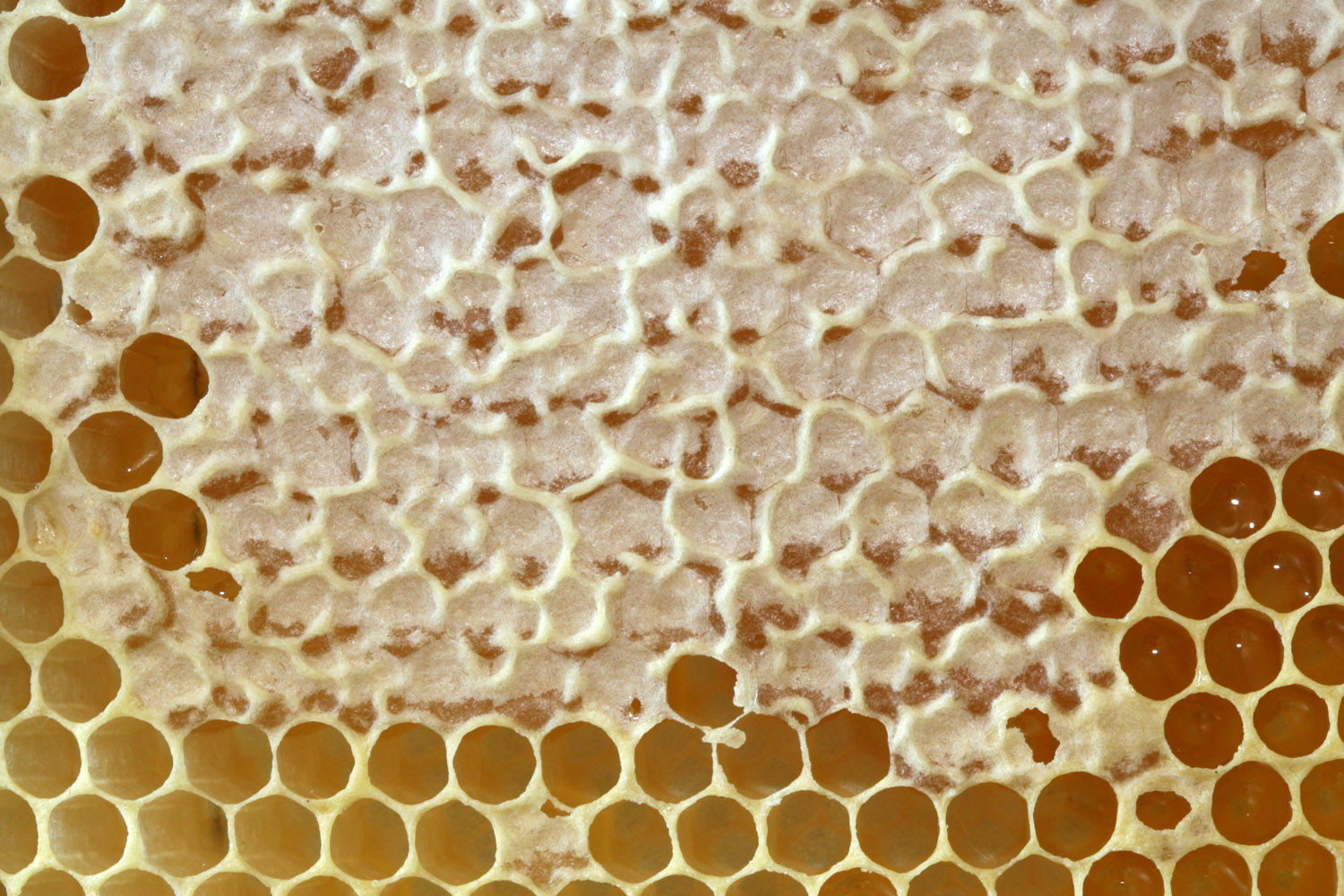
Honig
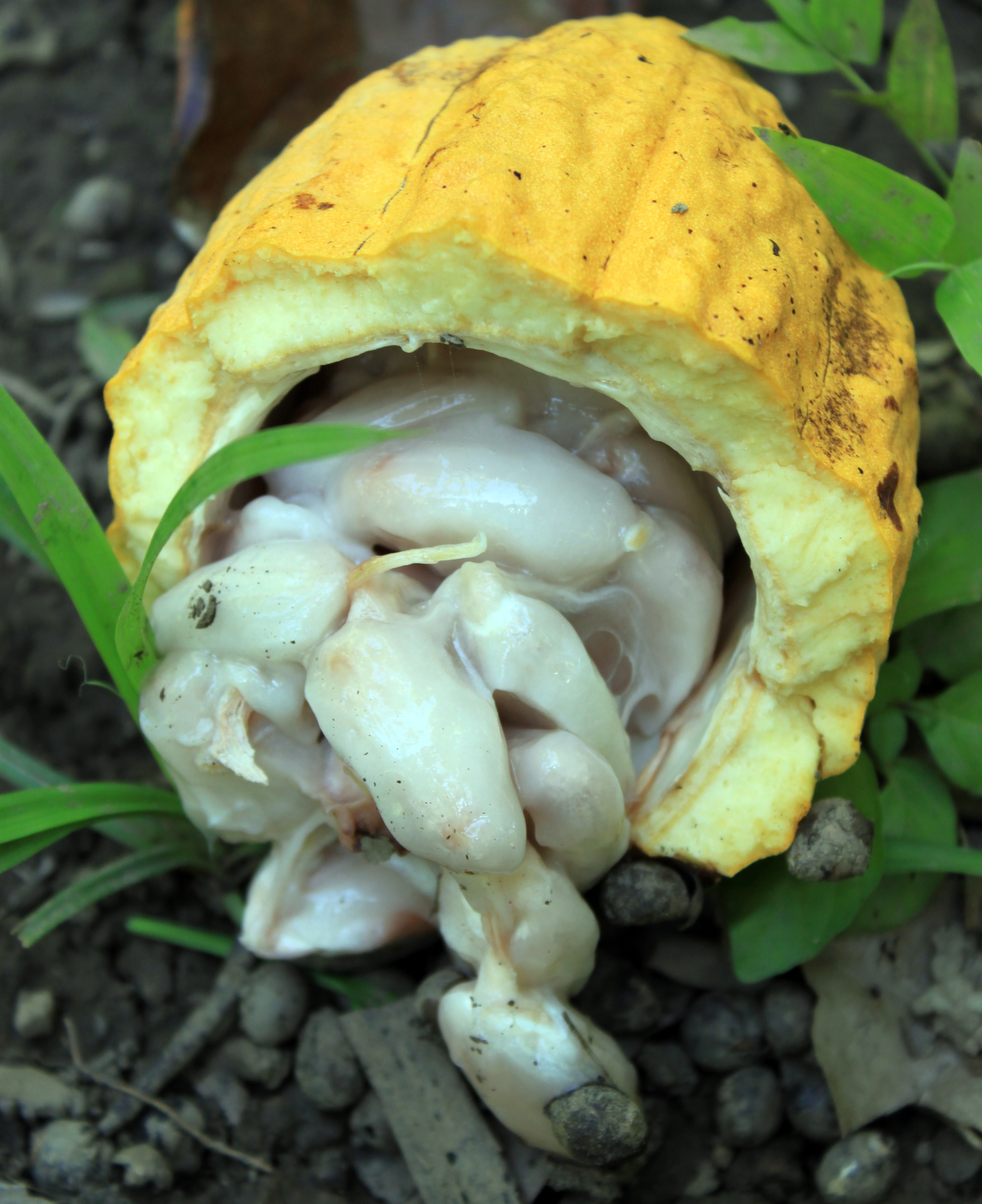
Kakao

## Eigenschaften

### Chemische Eigenschaften
Die Oxidation führt zum 3-Methylbutanon.

### Sicherheitstechnische Kenngrößen
3-Methyl-2-butanol bildet leicht entzündliche Dampf-Luft-Gemische. Die Verbindung hat einen Flammpunkt bei 26 °C. Der Explosionsbereich liegt zwischen 1,2 Vol.‑% (44 g/m3) als untere Explosionsgrenze (UEG) und 10,5 Vol.‑% (385 g/m3) als obere Explosionsgrenze (OEG). Die Zündtemperatur beträgt 347 °C. Der Stoff fällt somit in die Temperaturklasse T2.